# Den som dræber
Den som dræber er en dansk krimi-dramaserie. Serien er udviklet og skrevet af Elsebeth Egholm og Stefan Jaworski. Dog har flere manuskriptforfattere virket som episodeforfatter, blandt andet Siv Rajendram, Stefan Jaworski, Rikke De Fine Licht og Thorleif Hoppe. Instruktører er Birger Larsen, Niels Nørløv og Kasper Barfoed.
Serien omhandler en specialenhed hos Københavns Politi, der opklarer mord, begået af seriemordere. Serien er på ti afsnit, hvoraf to efterfølgende afsnit altid hænger sammen, så serien senere kan klippes sammen til fem film. En fortsættelse af serien i form af en spillefilm med undertitlen Fortidens skygge fik premiere i marts 2012.
I oktober 2011 offentliggjorde TV 2 at der ikke vil blive produceret en anden sæson af serien, trods kæmpe succes i udlandet, efter dårlige anmeldelser og seertal i Danmark..
Titlen er et citat fra straffelovens drabsbestemmelse, § 237: "Den, som dræber en anden, straffes for manddrab med fængsel fra 5 år indtil på livstid".

## Medvirkende
| Skuespiller              | Rolle               |
| ------------------------ | ------------------- |
| Laura Bach               | Katrine Ries Jensen |
| Jakob Cedergren          | Thomas Schaeffer    |
| Lars Mikkelsen           | Magnus Bisgaard     |
| Lærke Winther Andersen   | Mia Vogelsang       |
| Frederik Meldal Nørgaard | Stig Molbeck        |
| Iben Dorner              | Benedicte Schaeffer |

### Gæstestjerner
| Skuespiller        | Rolle        | Afsnit |
| ------------------ | ------------ | ------ |
| Carsten Bjørnlund  | Adam Krogh   | 1 & 2  |
| David Dencik       | Lars Werner  | 3 & 4  |
| Stine Stengade     | Andrea Lorck | 3 & 4  |
| Ulrich Thomsen     | Martin Høegh | 5 & 6  |
| Jens Andersen      | Max Kessler  | 5 & 6  |
| Kim Bodnia         | Jakov        | 7 & 8  |
| Thomas Levin       | David        | 7 & 8  |
| Alexandre Willaume | Simon        | 9 & 10 |
| Marie Askehave     | Maria        | 9 & 10 |

## Afsnit

### Sæson 1
- Liget i skoven (del 1)
- Liget i skoven (del 2)
- Utopia (del 1)
- Utopia (del 2)
- Ondt blod (del 1)
- Ondt blod (del 2)
- Øje for øje (del 1)
- Øje for øje (del 2)
- Dødens kabale (del 1)
- Dødens kabale (del 2)

### Sæson 2
- Den som dræber - Fanget af mørket sæson 2 (2021)
  - 8 afsnit af ca. 45 minutter. Sendes på Viaplay.[3]

### Spillefilm
- Fortidens skygge